# Contea di Cheyenne (Kansas)
La contea di Cheyenne in inglese Cheyenne County è una contea dello Stato del Kansas, negli Stati Uniti. La popolazione al censimento del 2000 era di 3 165 abitanti. Il capoluogo di contea è St. Francis